# Michael Graziadei
Michael Graziadei (n. 22 de septiembre de 1979 en Alemania) es un actor estadounidense conocido por su papel como Daniel Romalotti en la serie The Young and the Restless

## Biografía
Michael es de patrimonio italiano y lituano.  
Se mudó con su familia a Nashua, Nueva Hampshire, donde comenzó a tomar clases de actuación. 
Se graduó de Nashua High School y asistió a la Universidad de Nueva Hampshire. 
En su tiempo libre, le gusta tocar la guitarra y escribir música. Actualmente vive en Los Ángeles.

## Carrera
Hizo su debut en el escenario a los 5 años en la producción El rey y yo.
En 2004 se unió al elenco principal de la serie The Young and the Restless donde interpretó a Daniel Romalotti, el hijo de Phyllis Summers (Gina Tognoni), hasta 2016.
En 2008, apareció en la serie Criminal Minds en un episodio titulado "In Heat", interpretando a Steven. También aparece en el sexto episodio de 90210. 
En 2011, apareció en la serie de FOX, American Horror Story, interpretando a Travis.
En 2012, se unió al elenco recurrente de The Secret Circle, donde interpreta a Callum.

## Filmografía

### Series de televisión
| Año               | Título                         | Personaje            | Notas                        |
| ----------------- | ------------------------------ | -------------------- | ---------------------------- |
| 2016 - presente   | Good Girls Revolt              | Gregory              | 6 episodios                  |
| 2016              | Scorpion                       | Ronen Cole           | episodio "Little Lost Boy"   |
| 2016              | Stitchers                      | Roman Bain           | episodio "Midnight Stitcher" |
| 2004 - 2013, 2016 | The Young and the Restless     | Daniel Romalotti Jr. | 917 episodios                |
| 2015              | Kingdom                        | Drew                 | 3 episodios                  |
| 2015              | Hawai 5.0                      | Mark Shepperd        | episodio "Na Pilikua Nui"    |
| 2015              | NCIS: New Orleans              | Kai Bryant           | episodio "You'll Do"         |
| 2014              | The Lottery                    | Kyle Walker          | 10 episodios                 |
| 2014              | Grimm                          | Ken                  | episodio "My Fair Wesen"     |
| 2013              | Agents of S.H.I.E.L.D.         | Jakob Nystrom        | episodio "The Well"          |
| 2012              | The Secret Circle              | Callum               | 4 episodios                  |
| 2011              | American Horror Story          | Travis Wanderly      | 5 episodios                  |
| 2010              | CSI: Crime Scene Investigation | Kurt Francis         | episodio "Blood Moon"        |
| 2010              | CSI: New York                  | Keith Borgese        | episodio "Sanguine Love"     |
| 2009              | Castle                         | Brent Johnson        | episodio "Nanny McDead"      |
| 2008              | 90210                          | Eric                 | 3 episodios                  |

## Premios y nominaciones
| Año  | Categoría                                   | Premio                  | Serie                      | Resultado |
| ---- | ------------------------------------------- | ----------------------- | -------------------------- | --------- |
| 2006 | Outstanding Younger Actor in a Drama Series | Daytime Emmy Award      | The Young and the Restless | Nominado  |
| 2005 | Outstanding Younger Actor in a Drama Series | Daytime Emmy Award      | The Young and the Restless | Nominado  |
| 2005 | Outstanding Male Newcomer                   | Soap Opera Digest Award | The Young and the Restless | Nominado  |